# Чемпіонат націй КОНКАКАФ 1965
2-й розіграш Чемпіонату націй КОНКАКАФ, організованого КОНКАКАФ, відбувся з 28 березня по 10 квітня 1965 року в Гватемалі. У фінальній частині турніру брали участь 6 збірних. Вони в одноколовому турнірі визначили чемпіона та призерів. Турнір виграла Мексика, яка у вирішальному матчі перемогла господаря турніру Гватемалу 2:1.

## Кваліфікація
Починаючи з розіграшу 1965 року довгий час фінального турніру чемпіонату націй КОНКАКАФ став збирати 6 учасників, оскільки претендентів на участь було більше, вони проходили відсів у відбірковому турнірі.

## Стадіони
| Гватемала              |
| «Естадіо Матео Флорес» |
| Місткість: 35,000      |
|                        |

## Таблиця
| Поз | Команда                          | І | В | Н | П | ГЗ | ГП | РГ  | О |
| --- | -------------------------------- | - | - | - | - | -- | -- | --- | - |
| 1   | Мексика (C)                      | 5 | 4 | 1 | 0 | 13 | 2  | +11 | 9 |
| 2   | Гватемала                        | 5 | 3 | 1 | 1 | 11 | 5  | +6  | 7 |
| 3   | Коста-Рика                       | 5 | 2 | 2 | 1 | 11 | 4  | +7  | 6 |
| 4   | Сальвадор                        | 5 | 2 | 1 | 2 | 7  | 9  | −2  | 5 |
| 5   | Нідерландські Антильські острови | 5 | 0 | 2 | 3 | 4  | 16 | −12 | 2 |
| 6   | Гаїті                            | 5 | 0 | 1 | 4 | 3  | 13 | −10 | 1 |

## Матчі
| 28 березня 1965 |

| Гватемала | 0–0 | Коста-Рика |
| --------- | --- | ---------- |
|           |     |            |

| «Естадіо Матео Флорес», Гватемала |

| 28 березня 1965 |

| Мексика | 2–0 | Сальвадор |
| ------- | --- | --------- |
|         |     |           |

| «Естадіо Матео Флорес», Гватемала |

| 28 березня 1965 |

| Нідерландські Антильські острови | 1–1 | Гаїті |
| -------------------------------- | --- | ----- |
|                                  |     |       |

| «Естадіо Матео Флорес», Гватемала |

| 31 березня 1965 |

| Коста-Рика | 1–2 | Сальвадор         |
| ---------- | --- | ----------------- |
|            |     | 44', 60' Родрігес |

| «Естадіо Матео Флорес», Гватемала |

| 31 березня 1965 |

| Гватемала | 3–0 | Гаїті |
| --------- | --- | ----- |
|           |     |       |

| «Естадіо Матео Флорес», Гватемала |

| 1 квітня 1965 |

| Мексика | 5–0 | Нідерландські Антильські острови |
| ------- | --- | -------------------------------- |
|         |     |                                  |

| «Естадіо Матео Флорес», Гватемала |

| 3 квітня 1965 |

| Коста-Рика | 6–0 | Нідерландські Антильські острови |
| ---------- | --- | -------------------------------- |
|            |     |                                  |

| «Естадіо Матео Флорес», Гватемала |

| 3 квітня 1965 |

| Гватемала | 4–1 | Сальвадор  |
| --------- | --- | ---------- |
|           |     | Мендес 58' |

| «Естадіо Матео Флорес», Гватемала |

| 4 квітня 1965 |

| Мексика | 3–0 | Гаїті |
| ------- | --- | ----- |
|         |     |       |

| «Естадіо Матео Флорес», Гватемала |

| 6 квітня 1965 |

| Сальвадор                           | 3–1 | Гаїті |
| ----------------------------------- | --- | ----- |
| Мендес 34' Барраса 49' Гонсалес 79' |     |       |

| «Естадіо Матео Флорес», Гватемала |

| 6 квітня 1965 |

| Гватемала | 3–2 | Нідерландські Антильські острови |
| --------- | --- | -------------------------------- |
|           |     |                                  |

| «Естадіо Матео Флорес», Гватемала |

| 6 квітня 1965 |

| Мексика | 1–1 | Коста-Рика |
| ------- | --- | ---------- |
|         |     |            |

| «Естадіо Матео Флорес», Гватемала |

| 10 квітня 1965 |

| Коста-Рика | 3–1 | Гаїті |
| ---------- | --- | ----- |
|            |     |       |

| «Естадіо Матео Флорес», Гватемала |

| 10 квітня 1965 |

| Сальвадор   | 1–1 | Нідерландські Антильські острови |
| ----------- | --- | -------------------------------- |
| Ернандес 8' |     |                                  |

| «Естадіо Матео Флорес», Гватемала |

| 11 квітня 1965 |

| Гватемала  | 1–2 | Мексика                  |
| ---------- | --- | ------------------------ |
| Рольдан 7' |     | Сіснерос 24' Фрагосо 35' |

| «Естадіо Матео Флорес», Гватемала |

| Чемпіон націй КОНКАКАФ 1965 |
| --------------------------- |
| Мексика 1-й титул           |

## Найкращі бомбардири
5 голів
- Ернесто Сіснерос